# Полярная звезда (буровая платформа)
«Полярная звезда» — полупогружная плавучая буровая установка (ППБУ) 5/6 поколения проекта Moss Maritime CS50 Mk II, предназначенная для морского поисково-оценочного, разведочного и эксплуатационного бурения скважин на нефть и газ с подводным расположением устья глубиной до 7500 метров при глубинах моря от 70 до 500 метров. Отличительной особенностью ППБУ является наличие значительной винтеризации (эксплуатационный диапазон температур окружающего воздуха от -30 ºС до +45 ºС) и защиты морского бурового райзера.
ППБУ построена в 2010 г., нижнее плавучее основание — на Выборгском судостроительном заводе, Выборг, РФ; верхнее технологическое строение — на верфи Samsung Heavy Industries, Кодже, Южная Корея. 
Однотипное судно — ППБУ «Северное сияние». 

## Общие сведения
Установка создавалась вместе с однотипной ППБУ в рамках проекта по увеличению доставки природного газа в Европу.
По проекту предполагалось, что газ, добывающийся платформой на Штокмановском месторождении, будет транспортироваться в США танкерами и в Европу по газопроводу.
В связи с изменением конъюнктуры рынка проект по доставке газа в Америку не был реализован.
Между Россией и Германией был построен газопровод «Северный поток», для заполнения которого использовался газ с других месторождений.
Строительство установки началось 16 августа 2007 года, когда заместитель председателя правления «Газпрома» (заказчика конкурса) Валерий Голубев сообщил, что Выборгский судостроительный завод победил в конкурсе на строительство буровых установок для разработки Штокмановского месторождения. Стоимость проекта постройки двух ППБУ на тот момент оценивалась в 59 млрд руб., однако, планировалось её понизить за счёт конкурсов по выбору субподрядных организаций.
Нижнее основание установки было построено на Выборгском судостроительном заводе летом 2010 года, большая же часть работ — строительство верхнего строения — была выполнена в Южной Корее, на заводе Samsung Heavy Industries в г. Кодже.
Так как планы по освоению Штокмановского месторождения были перенесены, местом работы обеих ППБУ стал Сахалинский шельф, где установки осуществляют строительство скважин начиная с 2012 г.